# Stelis trichorrhachis
Stelis trichorrhachis är en orkidéart som beskrevs av Heinrich Gustav Reichenbach. Stelis trichorrhachis ingår i släktet Stelis och familjen orkidéer. Inga underarter finns listade i Catalogue of Life.